# IPE 02 Nhapecan
Die IPE 02 Nhapecan ist ein Segelflugzeug des brasilianischen Herstellers Industria Paranaense de Estruturas (IPE).

## Geschichte
Im Zuge der Arbeiten an der KW.2 Biguá konnte IPE die hohe Qualität seiner Arbeit beweisen. Man beschloss daher, ein neues zweisitziges Modell auf Basis der Bigua zu entwickeln. Insbesondere sollte die Produktion vereinfacht und die Leistung verbessert werden. Zuallererst wurden konventionelle statt der negativ gepfeilten Tragflächen entworfen sowie ein neuer Bug und andere kleine Details. Der Erstflug der neuen Maschine als IPE 02a Nhapecan war am 24. Mai 1979. Nach ausgiebigen Tests wurde der Prototyp verkauft und flog noch viele Jahre.

## Konstruktion
Die IPE 02 Nhapecan war ein zweisitziges Segelflugzeug mit Tandemsitzen und einem geschlossenen Cockpit. Der Rumpf bestand aus geschweißten Stahlrohren und war mit Sperrholz beplankt. Die Tragflächen bestanden aus einer Holzkonstruktion und waren mit Stoff bespannt. Unter dem Rumpf befand sich ein einzelnes Rad. Ausgiebige Tests führten zu weiteren Modifikationen und somit zur IPE 02b Nhapecan II, die den Forderungen des Departamento de Aviação Civil entsprach, das nach einem neuen Hochleistungssegelflugzeug suchte, um damit die brasilianischen Aero Clubs auszustatten. Insbesondere wurde ein neues Tragflächenprofil verwendet. Der Rumpf bestand aus geschweißten Stahlrohren und war mit glasfaserverstärktem Kunststoff (GfK) überzogen. Die Tragflächen waren wie beim Ausgangsmodell eine Holzkonstruktion, die mit Stoff bespannt war. Unter dem Rumpf befanden sich am Bug ein kleines und in der Mitte ein größeres Rad. Hinzu kamen strukturelle Veränderungen und fixer Ballast. Nach Abschluss der Modifikationen ging die Nhapecan II ab 1986 in Produktion. Es wurden insgesamt 80 Stück für die Aeroclubs und für die brasilianische Luftwaffe gebaut.
Der Erfolg der Nhapecan II veranlasste IPE 1990 eine wesentlich verbesserte Version zu entwickeln, die Nhapecan III. Der Hauptunterschied zur Vorgängerversion waren neue Tragflächen mit positiver 2,5°-Pfeilung, Modifikationen an der Struktur, keinen Ballast mehr und die vermehrte Verwendung von GfK-Teilen. Es wurde lediglich ein Prototyp gebaut.

## Varianten
- IPE 02 Nhapecan – Erstes Modell der Reihe, nur ein Exemplar gebaut.
- IPE 02b Nhapecan II – Weiterentwicklung des Vorgängermodells, das in 80 Exemplaren für die brasilianischen Aeroclubs, zivile Käufer und für die brasilianische Luftwaffe gebaut wurde.
- IPE Nhapecan III – Nochmals überarbeitetes Modell von dem lediglich ein Prototyp gebaut wurde.

## Technische Daten
| Kenngröße              | Daten (IPE 02a Nhapecan) | Daten (IPE 02b Nhapecan II)         |
| ---------------------- | ------------------------ | ----------------------------------- |
| Besatzung              | 1                        | 1                                   |
| Passagiere             | 1                        | 1                                   |
| Länge                  | 7,90 m                   | 8,54 m                              |
| Spannweite             | 16,5 m                   | 16,6 m                              |
| Höhe                   | 1,50 m                   | 1,9 m                               |
| Flügelfläche           | 15,80 m²                 | 17,20 m²                            |
| Flügelstreckung        | 17,2                     | 16,0                                |
| Flügelprofil           |                          | Galvao BR-JKNA 3511/04              |
| Gleitzahl              | 28 bei 80 km/h           | 32 bei 88 km/h bei 32,6 kg/m²       |
| Geringstes Sinken      | 0,75 m/s bei 68 km/h     | 0,65 m/s bei 70 km/h bei 32,6 kg/m² |
| Leermasse              | 250 kg                   | 340 kg                              |
| max. Startmasse        | 480 kg                   | 560 kg                              |
| Mindestgeschwindigkeit | 55 km/h                  | 58 km/h                             |
| Höchstgeschwindigkeit  | 200 km/h                 | 200 km/h                            |